# Euploea core
Euploea core hay còn gọi trong tiếng Anh là common crow (tạm dịch là bướm quạ thông thường), là một loài bướm phổ biến được tìm thấy ở Nam Á tới Úc. Loài này thuộc phân họ Danainae (tông Danaini).
E. core có màu đen bóng, kích thước trung bình 85–95 mm (3,3–3,7 in), có hàng đốm trắng ở rìa cánh. E. core là loài bay chậm và ổn định. Do loài này không hấp dẫn đối với các loài săn mồi, E.core thường được quan sát thấy khi lướt trong không khí mà không tốn nhiều công sức. Khi còn là sâu bướm, loài này cô lập chất độc từ cây chủ của nó và truyền từ ấu trùng sang nhộng cho đến con trưởng thành. Trong khi kiếm ăn, loài bướm này rất táo bạo, dành một khoảng thời gian rất lâu ở mỗi chùm hoa. Loài này cũng có thể được tìm thấy hút chất dinh dưỡng trong những vũng bùn cùng với những loài khác và thường ở trong các nhóm hỗn hợp. Con đực của loài này ghé thăm các loài thực vật như Crotalaria và Heliotropium để bổ sung lượng pheromone dự trữ dùng để thu hút con cái trong quá trình tán tỉnh.

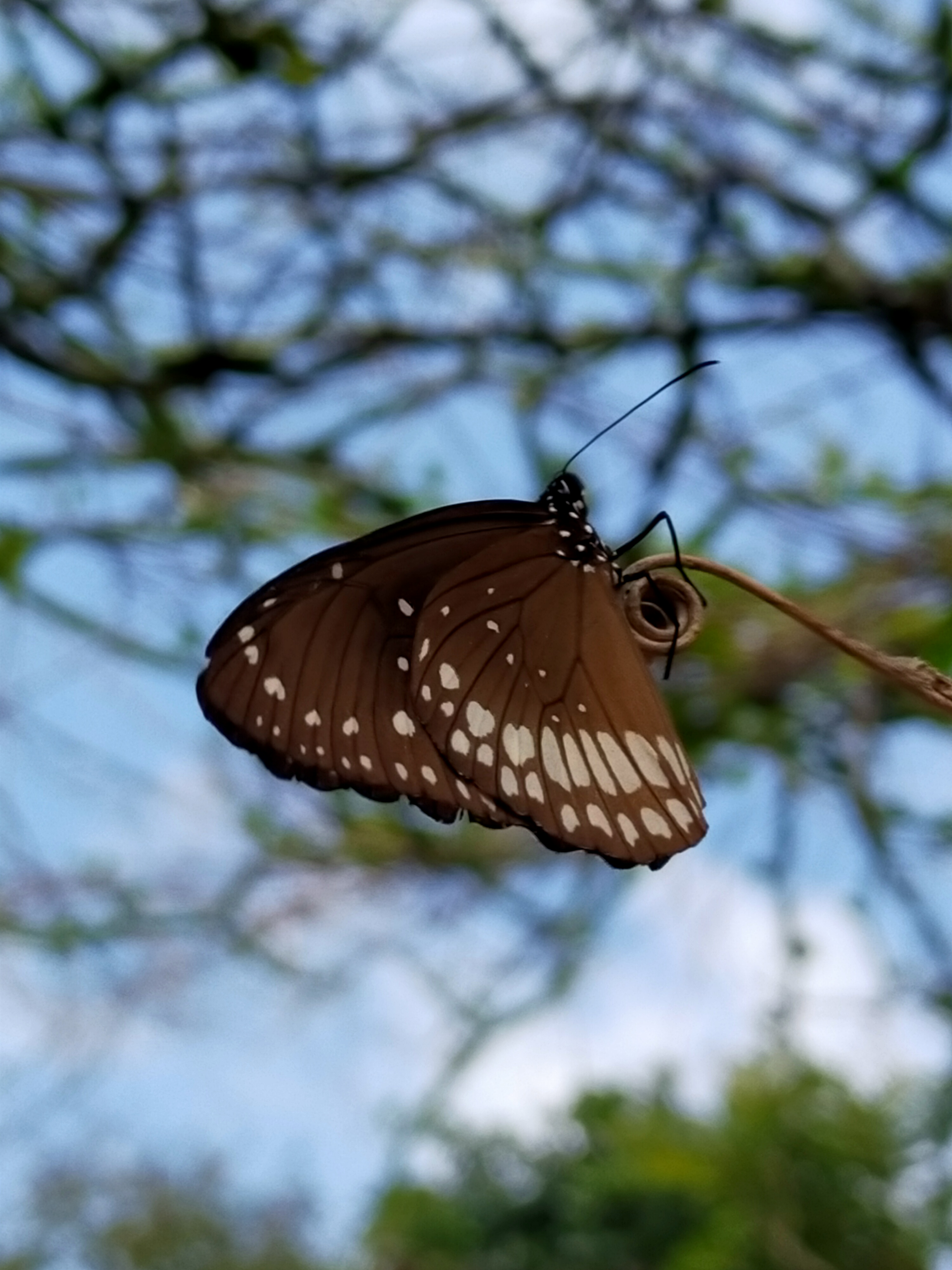
Euploea core ở Thachangad, Kelara

Euploea core là loài điển hình phổ biến nhất của chi Euploea. Giống như chi Danaus, loài bướm này không ăn được và do đó bị các loài bướm Ấn Độ khác bắt chước (xem bắt chước kiểu Bates). Ngoài ra, các loài Ấn Độ thuộc chi Euploea còn thể hiện một kiểu bắt chước khác, bắt chước kiểu Müller. Theo đó, loài này đã được nghiên cứu chi tiết hơn các thành viên khác cùng chi ở Ấn Độ.

## Mô tả

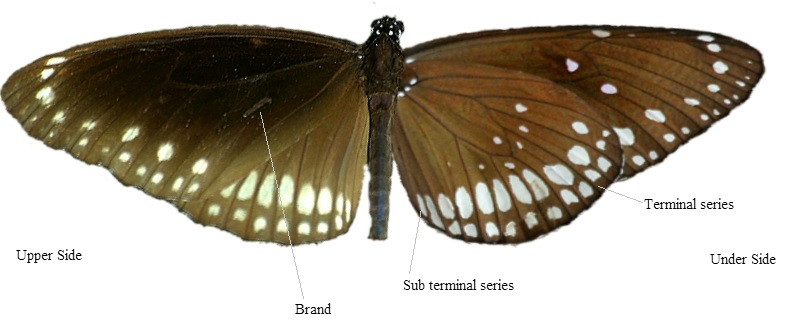
Underside versus upperside

Euploea core là một loài bướm màu đen bóng với mặt dưới màu nâu cùng những vệt trắng dọc theo mép ngoài của cả hai cánh. Sải cánh dài khoảng 8–9 cm và thân có nhiều đốm trắng nổi bật. Con đực có một vết đen mượt nằm gần mép sau ở mặt trên của cánh trước. Ở mặt dưới có một vệt trắng ở cùng một vị trí. Vệt trắng này có ở cả con đực và con cái. Ở vị trí tự nhiên, vệt này ẩn sau cánh sau và chỉ có thể được nhìn thấy khi bị bắt và quan sát kỹ.

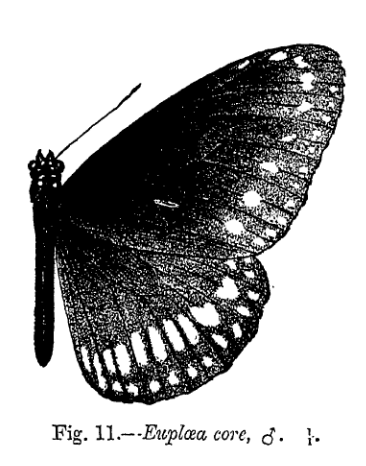
Upperside

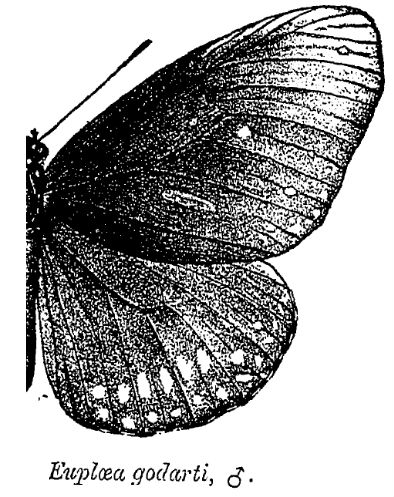
E. godarti

Trích từ Fauna of British India: Butterfly, tập 1:
Mặt trên màu nâu sẫm, nhạt dần dọc theo rìa cánh; rìa cánh trước và cánh sau có nhiều đốm trắng; bờ cánh trước có hình bầu dục ít nhiều, cong vào trong, đối diện với chót cánh, các đốm của cánh sau thường không hoàn chỉnh, không đạt đến chót và nhỏ hơn; thường có một đốm nhỏ ở giữa cánh và rất hiếm khi có một đốm ở chót cánh và một hoặc nhiều đốm ở bờ cánh; trên cánh sau các dãy đốm bên trong thon dài, phía ngoài hình nón.
Mặt dưới tương tự, nhưng màu đất đồng đều hơn; luôn có các đốm ở ô cánh, giữa và bờ cánh ở cả cánh trước và cánh sau.
Chủng godarti (=E. goarti) (Đông Bắc Ấn Độ và Myanmar) Cánh trước hình bán tam giác, hình xuyến tròn hơn ở  E. core. Cánh sau hình trứng rộng. Mặt trên màu nâu sẫm, nhạt dần dọc theo mép cuối, đặc biệt là ở cánh trước. Cánh trước có một loạt đốm trắng nhỏ ở phần cuối và phần cuối cánh trước không hoàn chỉnh và gần như biến mất, và có một lớp vảy màu trắng tím ở đỉnh, thay đổi rất đáng kể về phạm vi từ một vệt màu tím đơn thuần giữa các gân cho đến một mảng lớn và rất dễ thấy. chiếm toàn bộ chót cánh. Cánh sau có một loạt các đốm trắng tròn hơn ở phía dưới cánh.
Mặt dưới màu nâu nhạt, các đốm trắng lớn hơn, rõ ràng hơn. Cánh trước không có màu tím ở đỉnh, có một đốm (đôi khi không có) ở chót của gốc cánh và hai hoặc ba đốm ở bờ cánh. Cánh sau: một đốm ở chót gốc cánh, đôi khi cũng không có, và một loạt năm đốm nhỏ phía ngoài. Râu, đầu, ngực và bụng có màu nâu sẫm, ngoại trừ râu có vài đốm trắng.— Charles Thomas Bingham, The Fauna of British India, Including Ceylon and Burma. Butterflies Vol. 1

## Phân loài
Các phân loài của Euploea core như sau:
- E. c. amymone (Godart, 1819)
- E. c. andamanensis Atkinson, 1874 – Euploea andamanensis
- E. c. asela Moore, 1877 – (Sri Lanka)
- E. c. bauermanni Röber, 1885
- E. c. charox Kirsch, 1877
- E. c. core (Cramer, 1780) – (bắc Ấn Độ)
- E. c. distanti Moore, 1882
- E. c. godarti Lucas, 1853
- E. c. graminifera (Moore, 1883)
- E. c. haworthi Lucas, 1853
- E. c. kalaona Fruhstorfer, 1898
- E. c. prunosa Moore, 1883
- E. c. renellensis Carpenter, 1953
- E. c. scherzeri Felder, 1862 – Euploea scherzeri
- E. c. vermiculata Butler, 1866 – (Ấn Độ)

## Bắt chước và các loài tương tự
Do không bị ăn thịt nên Euploea core bị bắt chước bởi một số loài bị ăn thịt. Ngoài ra, một số loài không ăn được khác trong cùng họ bắt chước lẫn nhau tạo thành vòng Muller.
Các loài bắt chước thuộc hai họ:
- Họ Papilionidae - Papilio dravidarum, Papilio clytia dạng clytia
- Nymphalidae - Hypolimnas bolina giống cái, Elymnias singala

| Malabar raven | | |
| Papilio dravidarum | Papilio clytia dạng clytia | Hypolimnas bolina con cái |
| - 3 đôi chân dài trong khi E. core có 2 đôi chân ngắn. Điều này có thể được quan sát thấy khi những con bướm đang nghỉ ngơi - Hàng vết trắng bên trong (đầu cuối phụ) ở cánh sau dài và hướng về phía cơ thể - Một đốm trắng nổi bật ở gốc cánh trước | - 3 đôi chân dài trong khi E. core có 2 đôi chân ngắn. Điều này có thể được quan sát thấy khi những con bướm đang nghỉ ngơi - Hàng vạch trắng bên trong (rìa cánh) ở cánh sau dài và hướng về phía cơ thể - Hàng cuối cùng của các vết màu kem ở cánh sau | - Kích thước lớn hơn - Cánh rộng hơn và cánh trước góc cạnh. Cánh trước của E. core có lề tròn hơn - Mặt trên có màu hơi xanh. - Các mảng màu trắng ở mặt sau của cánh sau rộng hơn và có hình khía |

Sự phân bố cũng đóng một vai trò trong việc phân biệt các loài. Cả hai loài Papilionidae đều sống trong rừng và trong khi loài Papilio clytia phổ biến phân bố ở tất cả các khu vực có rừng ở Ấn Độ, thì Papilio dravidarum là loài đặc hữu của Tây Ghats phía nam Goa.
Các loài không ăn được thuộc cùng một chi tạo thành vòng Muller:
- E. klugii
- E. sylvester

Cả hai loài này đều khác nhau về số lượng và kích thước của vết và vệt liên kết ở con cái, chỉ có thể kiểm tra được nếu mẫu vật được bắt và kiểm tra chặt chẽ. E. sylvester có hai vết và con cái có hai vệt trắng ở mặt dưới. E. klugii màu nâu có một vết rộng và con cái có một vệt trắng ngắn không rõ ràng ở mặt dưới.

## Phạm vi, môi trường sống và tập tính

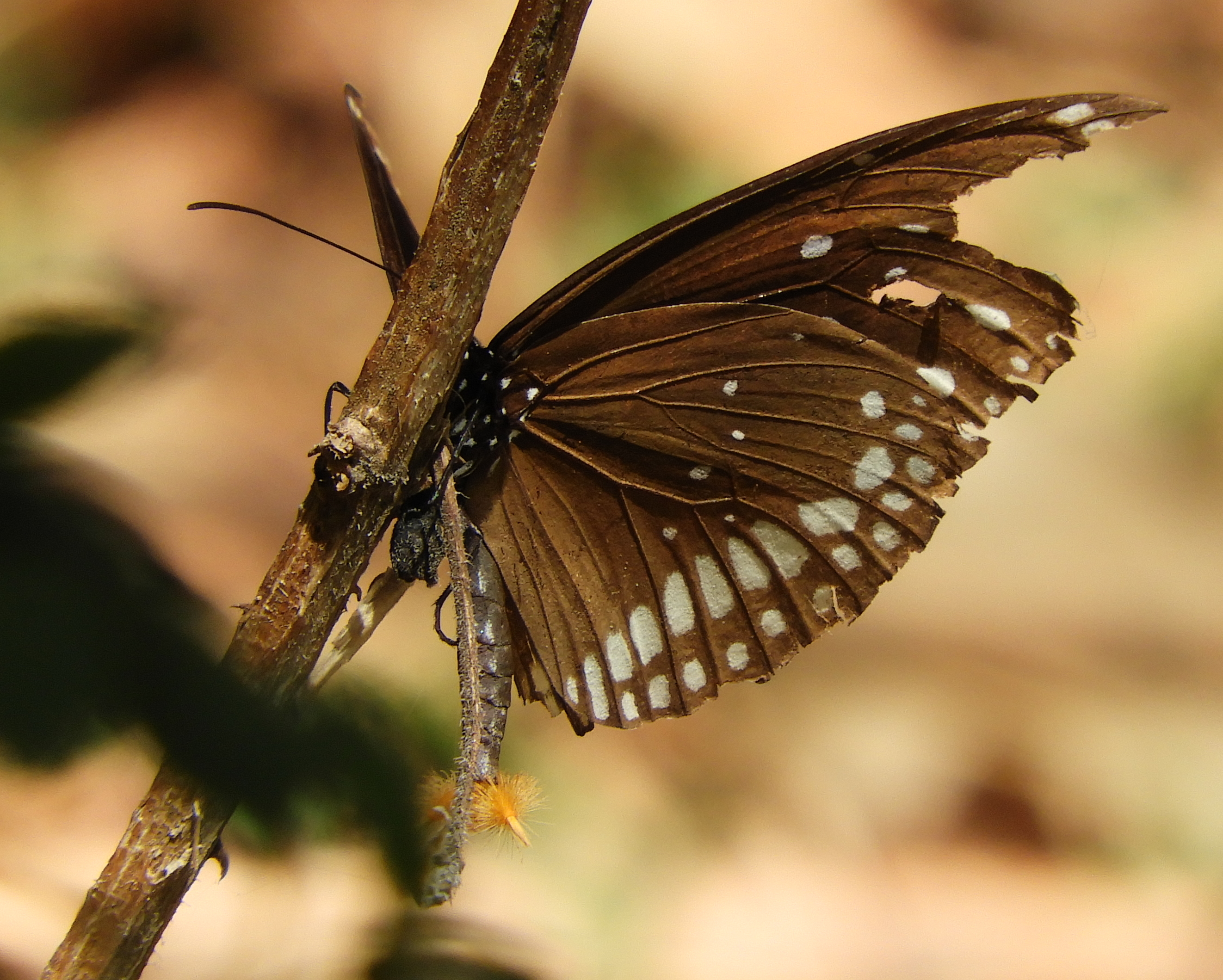
Euploea core đực dùng bút chì tóc làm phát tán pheromone giới tính ở Sattal, Ấn Độ.

E. core có thể được tìm thấy ở miền nam Pakistan, Sri Lanka, Ấn Độ, Bangladesh, Myanmar, Nga và Úc.
E. core được tìm thấy ở mọi độ cao, ngay từ mực nước biển cho đến vùng núi tới 2.400 mét (8.000 ft). Loài này có thể được quan sát thấy ở tất cả các lớp thực vật và ở tất cả các loại vùng từ vùng đất khô cằn đến vùng có rừng. Người ta thường thấy loài này lướt qua những ngọn cây giống như bay cách mặt đất khoảng một bước chân để tìm kiếm hoa có mật. Trong những khu rừng rậm, người ta thường thấy E. core di chuyển dọc theo những con đường trống hoặc dọc theo dòng sông.
Vì được bảo vệ bởi độc tính không thể ăn được, loài này có một chuyến bay nhàn nhã. Người ta thường thấy nó bay quanh các bụi cây để tìm kiếm cây chủ. Loài này đến thăm rất nhiều loài thực vật có hoa. Khi lướt, E. core giữ cánh ở một góc chỉ lớn hơn mặt phẳng nằm ngang, duy trì chuyến bay với một vài nhịp đập cánh đo được.
E. core thích mật hoa và đi thăm hoa một cách nhàn nhã. Loài này có vẻ thích chùm hoa hơn hoa riêng lẻ. Khi con bướm ăn không vội vàng và không dễ bị quấy rầy. Nó có thể được tiếp cận chặt chẽ vào thời điểm này.
Vào những ngày nắng nóng, người ta có thể nhìn thấy một số lượng lớn loài bướm này hút chất khoáng trên cát ướt. E. core là loài thích hút chất khoáng, thường tụ tập thành đàn lớn cùng với các loài Euploea khác cũng như các loài Danaus khác.
Loài bướm này cũng tụ tập trên các bộ phận bị hư hỏng của thực vật như Crotalaria và Heliotropium để tìm kiếm các alcaloid pyrrolizidine là tiền chất hóa học để sản xuất pheromone. Trong quá trình tán tỉnh, con đực của E. core tiết ra các pheromone giới tính này để thu hút con cái. Khi con cái ở gần, con đực sẽ lướt xung quanh và với sự trợ giúp của một vài cơ quan giống như bàn chải màu vàng vươn ra từ đầu bụng, chúng sẽ phân tán mùi hương trong không khí.
Cùng với các loài bướm Danaus khác, E. core là một trong những loài bướm di cư phổ biến nhất. Con đực và con cái với tỷ lệ bằng nhau đã được nhìn thấy di cư.

## Bảo vệ
Loài Euploea core rất khó chịu do các chất hóa học chiết xuất từ mủ của cây chủ được tiêu thụ trong giai đoạn sâu bướm của chúng. Được bảo vệ như vậy, chúng bay một cách nhàn nhã, lướt khéo léo với đôi cánh giơ cao hơn một chút so với phương ngang. Điều này cho thấy sự bảo vệ của loài này do không thể ăn được đối với động vật ăn thịt. Kẻ săn mồi thiếu kinh nghiệm sẽ cố gắng tấn công, nhưng sẽ sớm học được cách tránh loài bướm này vì chất alkaloid trong cơ thể loài bướm có thể gây nôn mửa.
Loài bướm này có đôi cánh cứng và bằng da. Khi bị tấn công, E. core giả chết và tiết ra chất lỏng khiến bất kỳ kẻ săn mồi nào cũng phải thả chúng ra và buồn nôn. Sau khi được thả ra, con bướm "hồi phục một cách kỳ diệu" và bay đi. Những kẻ săn mồi trải qua đủ tổn thương đến mức những đặc điểm của loài bướm in sâu vào trí nhớ.

## Vòng đời

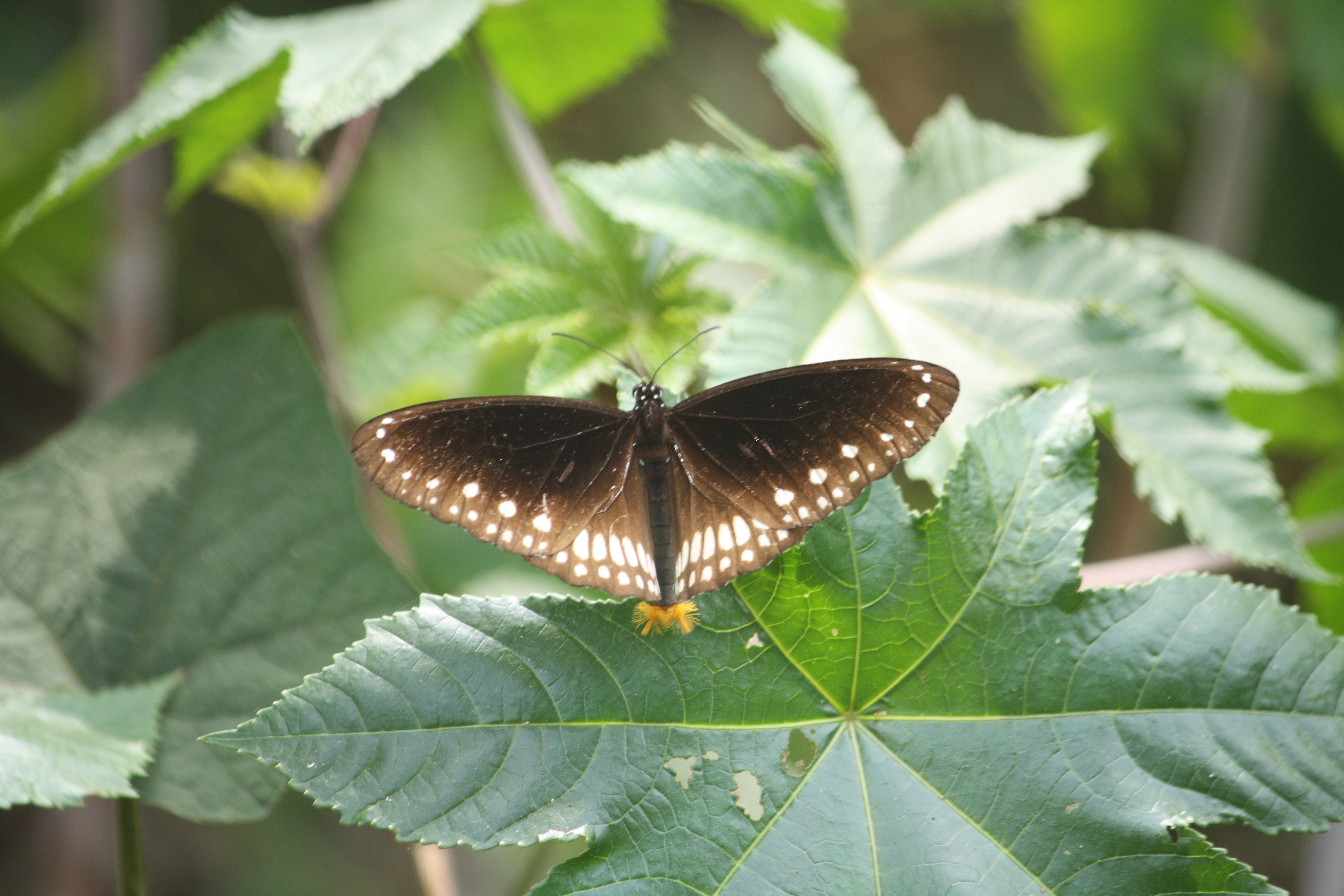
Con đực phân tán pheromone
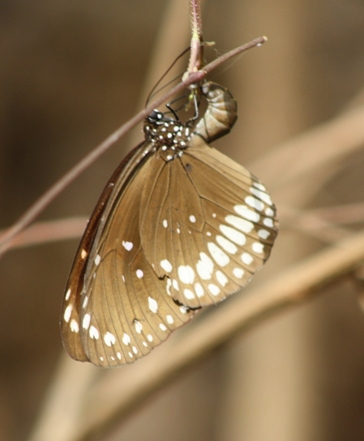
Con cái đẻ trứng
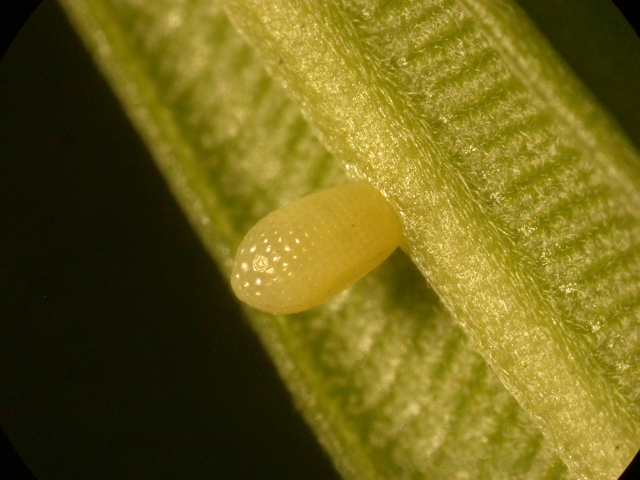
Trứng
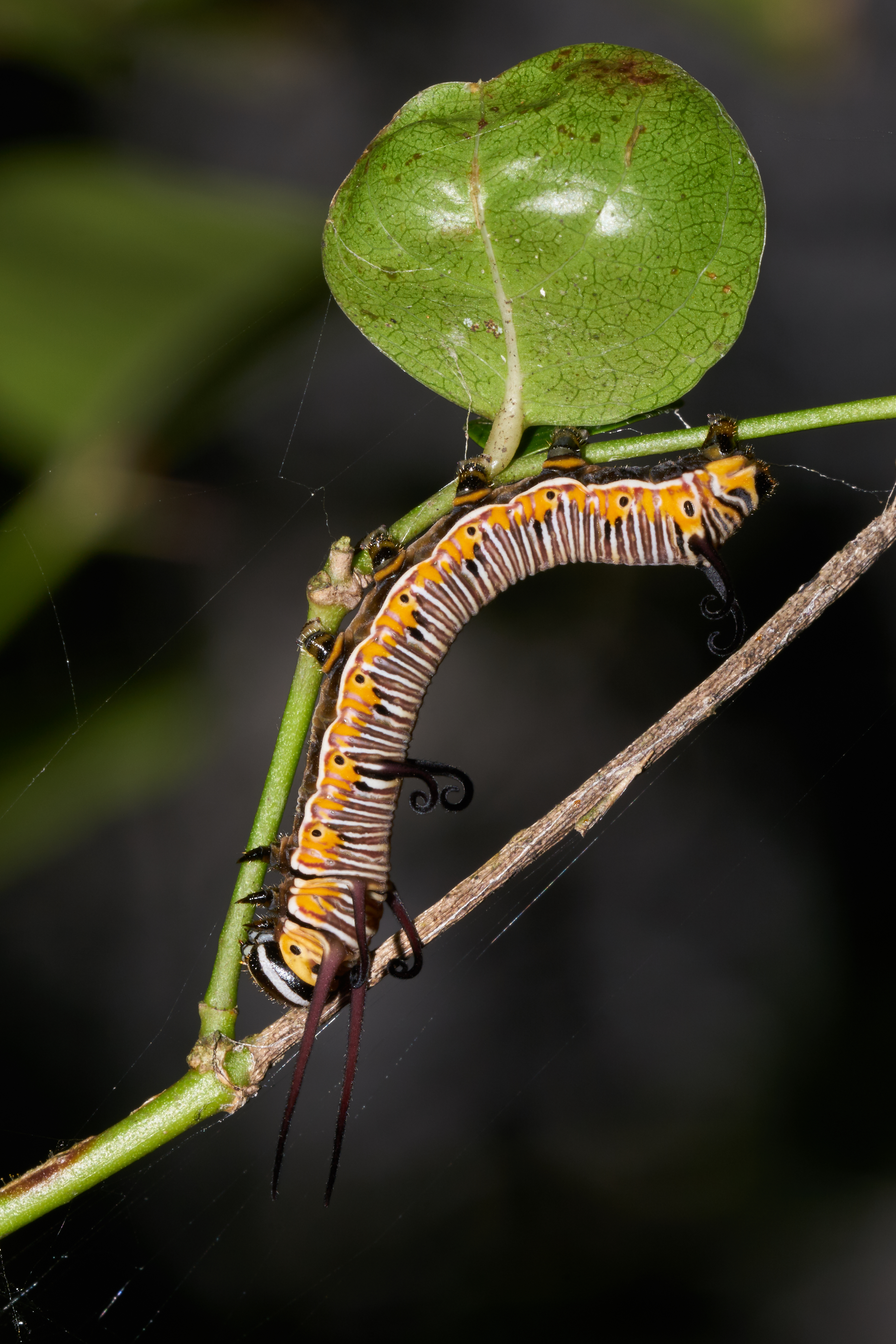
Ấu trùng trên Carissa carandas, Kerala
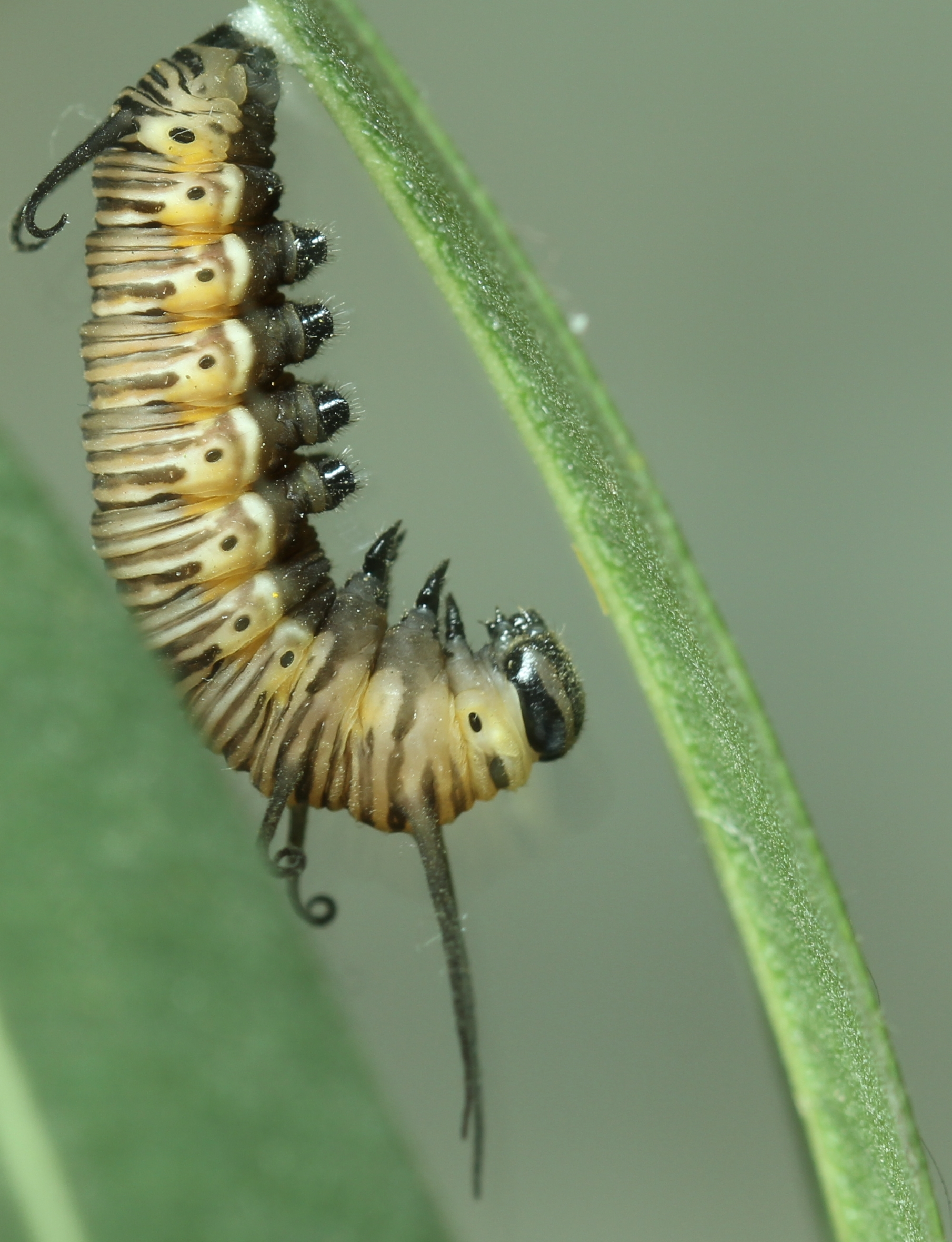
Tiền nhộng
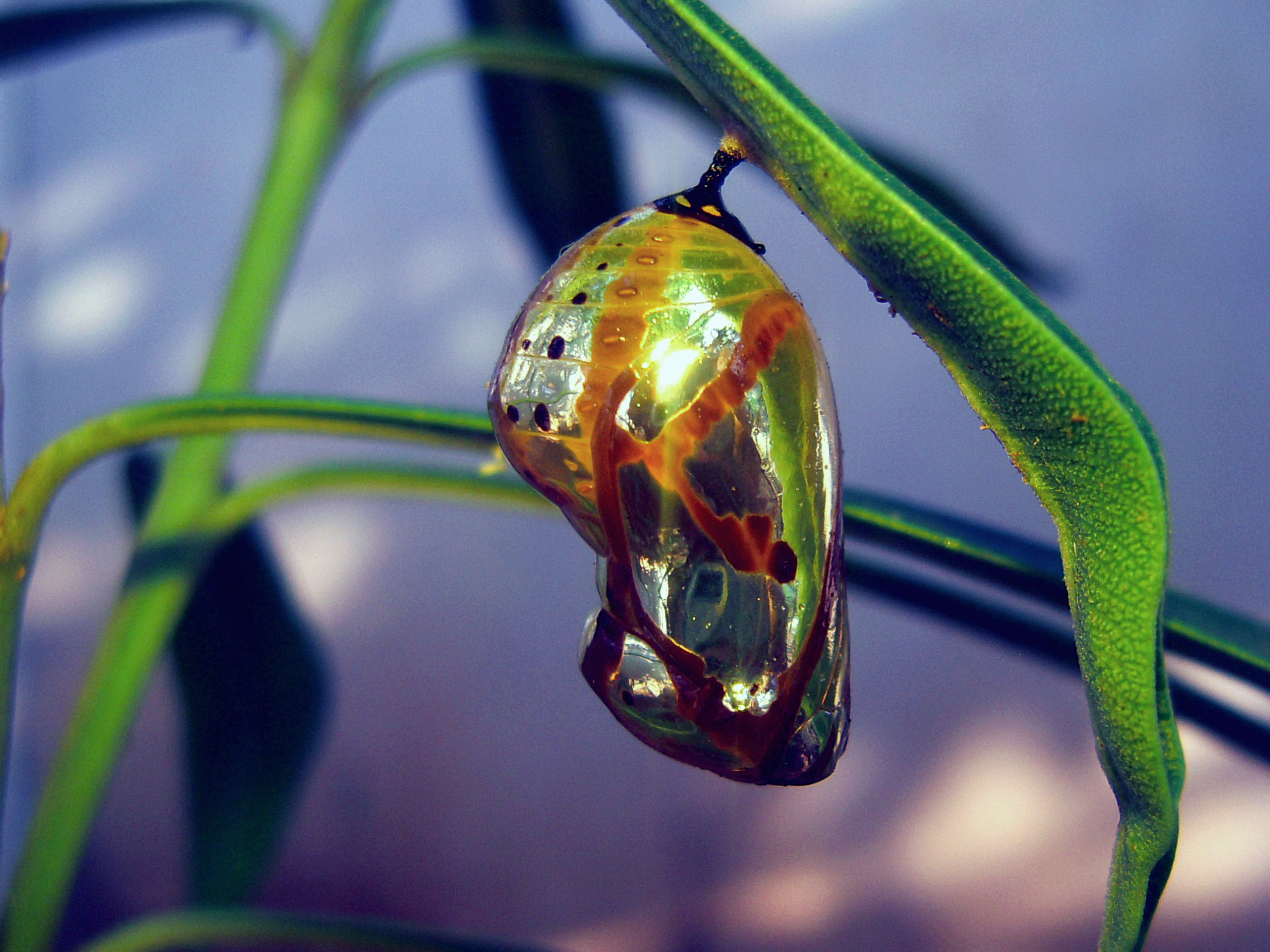
Nhộng
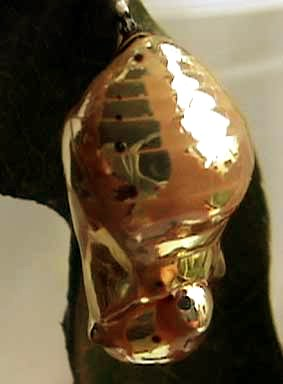
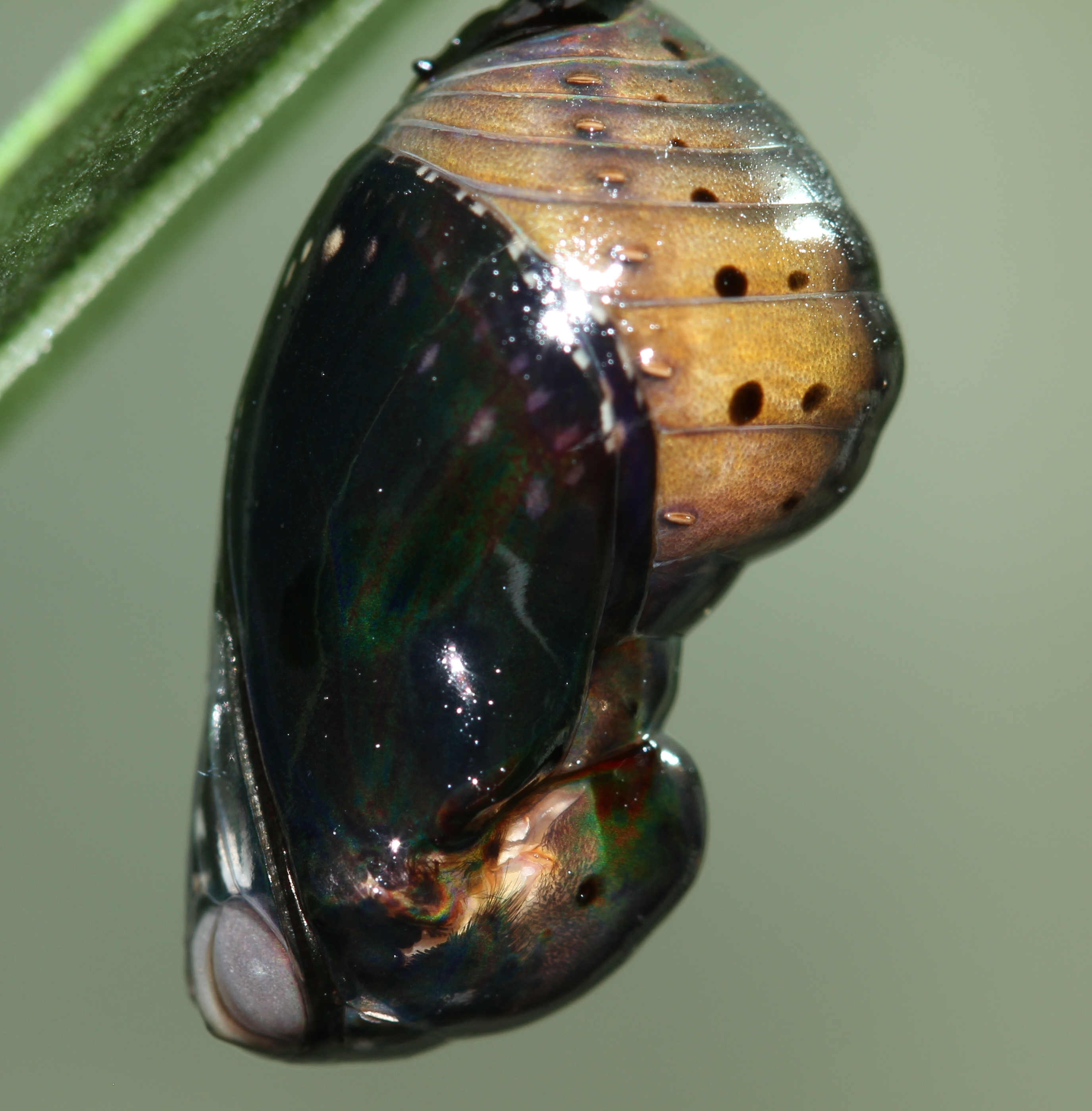
Chuẩn bị phá kén
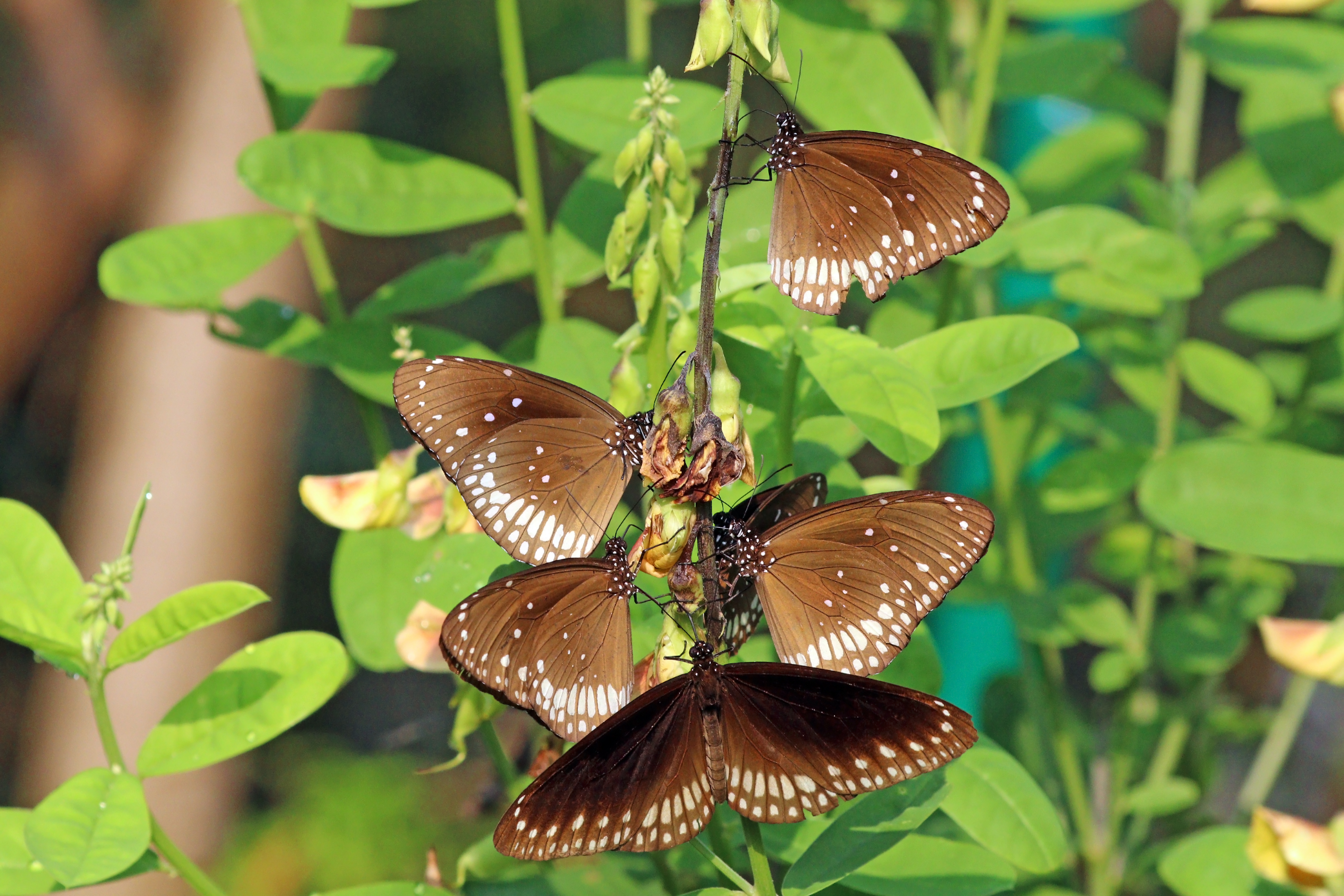
Hút mật

### Trứng
Trứng được đẻ ở mặt dưới lá non của cây chủ. Trứng có màu trắng bóng, cao và nhọn, hai bên có gân. Ngay trước khi nở, trứng chuyển sang màu xám với phần trên màu đen.

### Ấu trùng
Trong suốt cuộc đời của mình, sâu bướm nằm ở mặt dưới của lá. Sâu bướm có hình trụ đồng đều, màu sắc sống động và mịn màng. Nó có các dải ngang màu trắng và nâu sẫm hoặc đen xen kẽ. Ngay phía trên chân và chân giả, dọc toàn thân có một dải rộng màu đỏ cam xen kẽ với các lỗ thở màu đen. Đặc điểm nổi bật nhất là bốn cặp xúc tu dài màu đen. Cặp đầu tiên có thể di chuyển được và cũng là cặp dài nhất. Các xúc tu hiện diện ở các đoạn thứ 3, 4, 6 và 12. Đầu sáng bóng, nhẵn và có các dải hình bán nguyệt màu đen và trắng xen kẽ.
Vì cây chủ có chứa mủ độc nên sâu bướm đã phát triển thói quen ăn uống kỳ lạ. Đầu tiên, nó nhai phần gân giữa của lá, cắt đứt nguồn mủ của lá và sau đó tiếp tục cắn một số gân thứ cấp của lá, tiếp tục ngăn chặn dòng mủ chảy ra. Sau đó, sâu bướm ăn lá nhưng chỉ ở những nơi mà khả năng phòng vệ tự nhiên của lá đã bị vô hiệu hóa. Sâu bướm có khả năng chịu đựng chất độc thực vật và lưu trữ nó trong mô mỡ, điều này giúp con trưởng thành gây khó chịu với những kẻ săn mồi.
- Video sâu bướm Euploea core bò và hình ảnh của nó trên lá huỳnh anh

### Nhộng
Nhộng của loài này có màu vàng sáng bóng và nhỏ gọn. Mép cánh và mép của các đốt bụng được đánh dấu bằng các dải rộng không màu. Bụng có một cặp đốm đen trên mỗi đốt. Gai bụng có màu đen. Ngay trước khi xuất hiện, đôi cánh đen lộ ra ngoài vỏ của con nhộng. Trong giai đoạn này, nhộng bị ruồi ký sinh tấn công.

## Cây chủ
Euploea core ăn một số lượng lớn thực vật của các họ:
- Apocynaceae (bông tai và trúc đào)
- Moraceae (sung)
- Rubiaceae
- Ulmaceae (cây du)

và các loài cụ thể là:
- Aphananthe cuspidata
- Asclepias curassavica
- Asclepias guadeloupe
- Asclepias syriaca
- Calotropis gigantea
- Carissa ovata
- Cerbera manghas
- Cryptolepis pauciflora
- Cryptolepis sinensis
- Cryptostegia madagascariensis
- Cynanchum carnosum
- Ficus benghalensis
- Ficus benjamina
- Ficus hederacea
- Ficus microcarpa
- Ficus obliqua
- Ficus pandurata
- Ficus platypoda
- Ficus pyriformis
- Ficus racemosa
- Ficus religiosa
- Ficus rubiginosa
- Ficus variolosa
- Gomphocarpus fruticosus
- Gymnanthera oblonga
- Hemidesmus indicus
- Holarrhena pubescens
- Hoya australis
- Ichnocarpus frutescens
- Leichhardtia rostrata (syn. Marsdenia rostrata)
- Leichhardtia suaveolens (syn. Marsdenia rostrata)
- Marsdenia australis
- Nerium indicum,
- Nerium oleander
- Parsonsia alboflavescens
- Parsonsia straminea
- Plumeria acuminata
- Sarcostemma australe
- Secamone elliptica
- Streblus asper
- Toxocarpus wightianus
- Trachelospermum bowringii
- Tylophora indica.[12]

Nó thường có một số ưu tiên đối với một số loài nhất định trong một khu vực nhất định. Các loại cây được sử dụng phổ biến hơn là Ficus racemosa, Nerium oleander và Cryptolepis buchananii. Ficus pumila à một loại cây trồng trong vườn có khả năng leo trên tường cũng đã được ghi nhận.